# Туші (Вашингтон)
Туші (англ. Touchet) — переписна місцевість (CDP) в США, в окрузі Валла-Валла штату Вашингтон. Населення — 425 осіб (2020).

## Географія
Туші розташоване за координатами 46°2′28″ пн. ш. 118°40′21″ зх. д. / 46.04111° пн. ш. 118.67250° зх. д. (46.041103, -118.672397).  За даними Бюро перепису населення США в 2010 році переписна місцевість мала площу 3,15 км², уся площа — суходіл.

## Демографія
Згідно з переписом 2010 року, у переписній місцевості мешкала 421 особа в 150 домогосподарствах у складі 112 родин. Густота населення становила 134 особи/км².  Було 160 помешкань (51/км²).
Расовий склад населення:
| - 86,2 % — білих - 1,2 % — азіатів - 1,0 % — корінних американців - 0,2 % — вихідців з тихоокеанських островів - 9,7 % — осіб інших рас |

До двох чи більше рас належало 1,7 %. Частка іспаномовних становила 23,5 % від усіх жителів.
За віковим діапазоном населення розподілялося таким чином: 26,1 % — особи молодші 18 років, 62,0 % — особи у віці 18—64 років, 11,9 % — особи у віці 65 років та старші. Медіана віку мешканця становила 37,8 року. На 100 осіб жіночої статі у переписній місцевості припадало 101,4 чоловіків;  на 100 жінок у віці від 18 років та старших — 101,9 чоловіків також старших 18 років.
Середній дохід на одне домашнє господарство  становив 56 031 долар США (медіана — 47 917), а середній дохід на одну сім'ю — 64 823 долари (медіана — 52 159). За межею бідності перебувало 7,6 % осіб, у тому числі 6,3 % дітей у віці до 18 років та 21,1 % осіб у віці 65 років та старших.
Цивільне працевлаштоване населення становило 172 особи. Основні галузі зайнятості: освіта, охорона здоров'я та соціальна допомога — 25,6 %, сільське господарство, лісництво, риболовля — 19,2 %, роздрібна торгівля — 13,4 %, будівництво — 8,7 %.